# Trung tiện
Trung tiện là phản ứng thải khí ra khỏi ruột qua đường hậu môn của cơ thể. Trong ngôn ngữ thường nhật, phản ứng này có nhiều tên gọi như: xì hơi, rắm (phương ngữ của Bắc Bộ), địt (phương ngữ của Nam bộ), hoặc "thả bom" (nói tránh).
Khi trung tiện, hậu môn mở rộng, cùng lúc khí hôi thối tích tụ trong ruột già sẽ bị đẩy ra. Thường hành động này tạo ra một tiếng động. Trung tiện còn có thể là một dấu hiệu dự báo đại tiện hoặc cho biết ruột của người bệnh sau khi qua phẫu thuật đã thông. Trung tiện là hoạt động sinh lý cơ bản của con người. Tuy nhiên hoạt động này đôi khi gây bất tiện cho người thực hiện và gây khó chịu cho những người đang ở xung quanh.
Trung tiện giúp thoát khỏi tình trạng đầy bụng; có tác động tốt tới đường ruột và giúp cảnh báo một số bệnh.
Thành phần trung tiện gồm: Nitơ từ 20 đến 90%, hydro từ 20 đến 30%, cacbon mônôxít: 10-30%, O2: 0-10%, mêtan (CH4): 0-10%. Mùi của trung tiện là mùi cặn bã từ trực tràng và ruột già bị đẩy ra ngoài. Hydro sulfide H2S là hóa chất làm cho trung tiện có mùi của trứng thối.

## Nguyên nhân
Quá trình tiêu hóa có thể mất đến 42 giờ, gây ra khí trong ruột. Phần lớn khí này khuếch tán vào máu và được thải ra qua phổi. Trung tiện thực tế là sự thặng dư khí khoảng 0,5 đến 1,5 lít mỗi ngày, mà không đào thải theo cách này. Nguyên nhân có thể là thành phần của thức ăn hoặc triệu chứng khó tiêu.